# 혁명전야
《혁명전야》(Prima Della Rivoluzione, Before The Revolution)는 이탈리아에서 제작된 베르나르도 베르톨루치 감독의 1964년 영화이다. 아드리아나 아스티 등이 주연으로 출연하였고, 파르마의 젊은이들 사이의 정치적, 낭만적 불확실성에 초점을 두고 있다.
1963년 9월부터 11월 사이 누벨 바그로부터 상당한 영향을 받아 촬영되었다. 영화의 제목은 샤를모리스 드 탈레랑페리고르의 말에서 따왔으며, 등장인물들의 이름은 스탕달의 소설 《파르므의 승원》의 등장인물들의 이름과 같다.

## 출연

### 주연
- 아드리아나 아스티
- 프란체스코 바릴리

### 조연
- 엘렌 미드게테